# Römerplakette der Stadt Frankfurt am Main

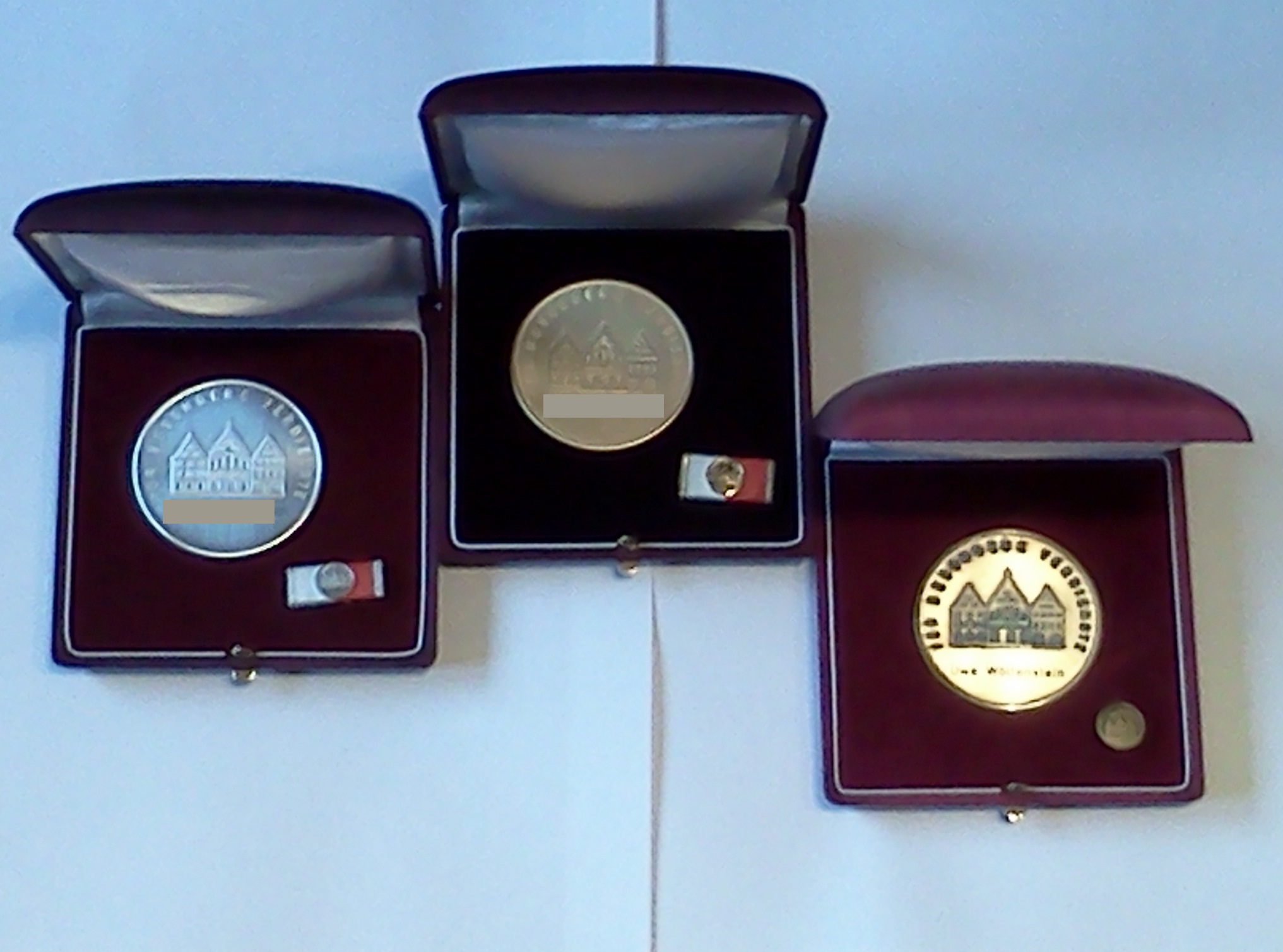
Alle 3 Römerplaketten

Die Römerplakette ist eine Auszeichnung der Stadt Frankfurt am Main, die in Anerkennung ihrer Verdienste an Menschen vergeben wird, die ehrenamtlich für die Stadt tätig sind.
Die Römerplakette wird in drei Stufen vergeben, die sich nach der Dauer der ehrenamtlichen Tätigkeit der auszuzeichnenden Person richten. Für ein zehnjähriges Engagement wird die Römerplakette in Bronze verliehen, für eine fünfzehnjährige Aktivität in Silber, für eine zwanzigjährige Tätigkeit in Gold. Zusätzlich zur silbernen und goldenen Plakette gibt es eine kleine Miniatur, die an Bluse bzw. Revers getragen werden kann. Die silberne Variante präsentiert sich auf einem rot-weißen Band analog der Frankfurter (und gleichzeitig hessischen) Farben und ist etwas kleiner als die goldene, die solo zur Wirkung kommen soll. Für Hilfsorganisationen wird anstatt des Ansteckens eine Schnalle ausgegeben.
Die Vorderseite der Römerplakette zeigt den Römer und die Umschrift „Für besondere Verdienste“, auf der Rückseite den Frankfurter Stadtadler und die Umschrift „Stadt Frankfurt am Main“.